# Mineral Hill
Mineral Hill är en kulle i Antarktis. Den ligger i Västantarktis. Argentina, Chile och Storbritannien gör anspråk på området. Toppen på Mineral Hill är 445 meter över havet.
Terrängen runt Mineral Hill är huvudsakligen kuperad, men österut är den platt. Trakten är glest befolkad. Närmaste befolkade plats är Esperanza Base, 9,2 kilometer norr om Mineral Hill. 